# 정몽주선생묘
정몽주선생묘(鄭夢周先生墓)는 대한민국 경기도 용인시 처인구 모현읍에 있는 고려시대 정몽주 선생의 묘이다. 1972년 5월 4일 경기도의 기념물 제1호로 지정되었다.
고려 후기의 충신으로 우리나라 성리학의 기초를 닦은 포은 정몽주(1337∼1392) 선생의 묘소이다.
공민왕 9년(1360) 과거에 장원급제한 후 예문관검열, 예부정랑, 대사성 등의 여러 벼슬에 올랐다. 5부 학당을 세워 후진을 양성했으며, 일본에 가서 외교활동을 펼치기도 하였다. 이성계의 세력이 날로 커지면서 정도전 등이 새 왕조를 세우려 하자 끝까지 고려 왕실을 지키려다가 선죽교에서 피살되었다.
전하는 말에 의하면 선생이 순절한 후 풍덕군에 묘를 썼다가 후에 고향(경상북도 영일과 영천) 중 한곳인 영천으로 이장할 때, 경기도 용인시 수지면 풍덕천리에 이르자 앞의 명정(銘旌:다홍 바탕에 흰 글씨로 죽은 사람의 품계, 관직, 성씨를 기록한 깃발)이 바람에 날아가 지금의 묘소에 떨어져 이곳에 묘를 썼다고 한다.
묘비에는 고려시대의 벼슬만을 쓰고 조선의 시호를 쓰지 않아 두 왕조를 섬기지 않는 뜻을 분명히 하였다. 묘역 입구에는 송시열이 지은 신도비(神道碑:왕이나 고관 등의 평생 업적을 기리기 위해 무덤 근처 길가에 세운 비)가 있는데, 정몽주의 충절과 높은 학식에 대한 내용이 적혀 있다.

## 갤러리

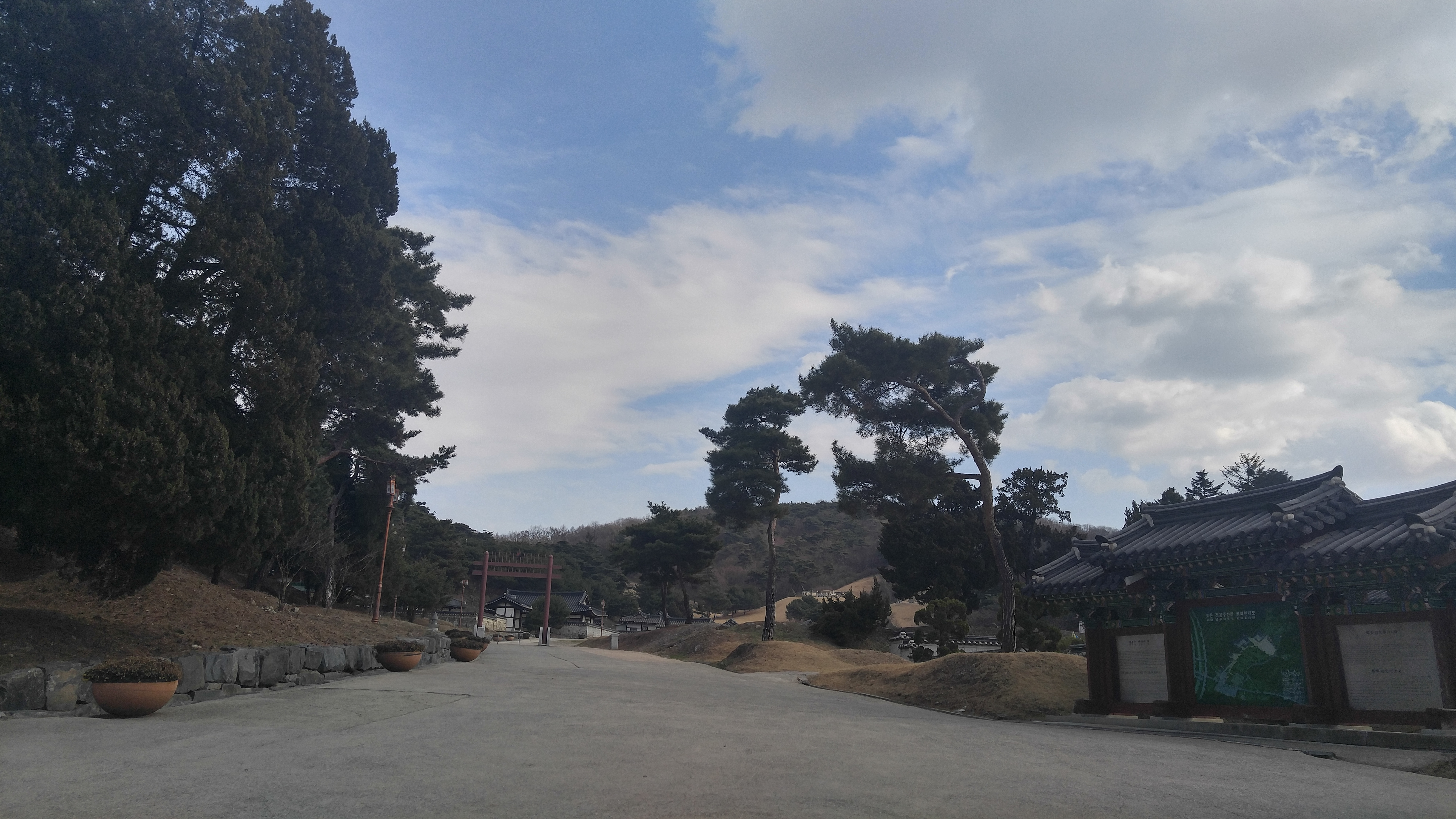
정몽주 선생 묘 입구
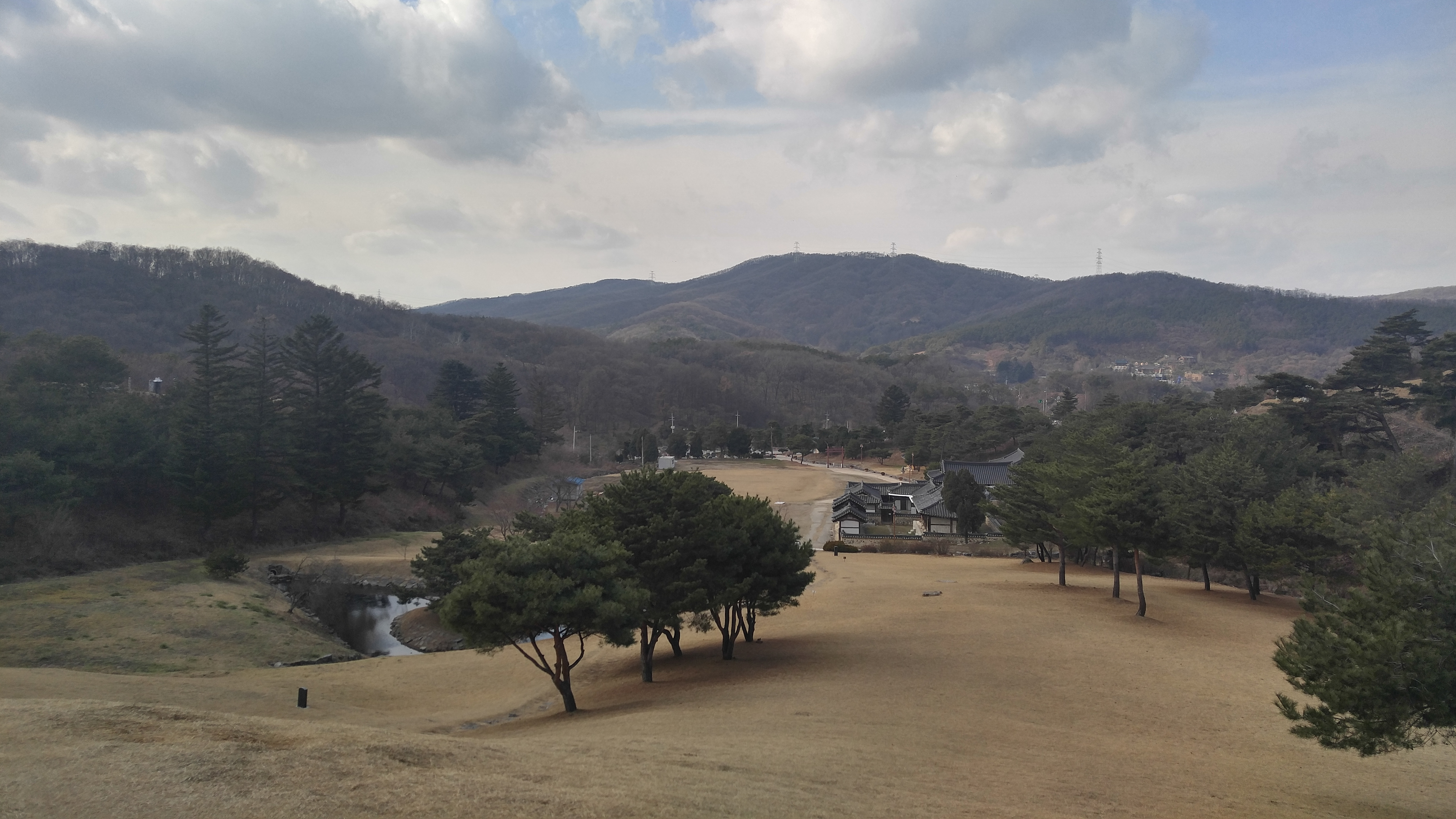
정몽주 선생 묘에서 내려다 본 광경
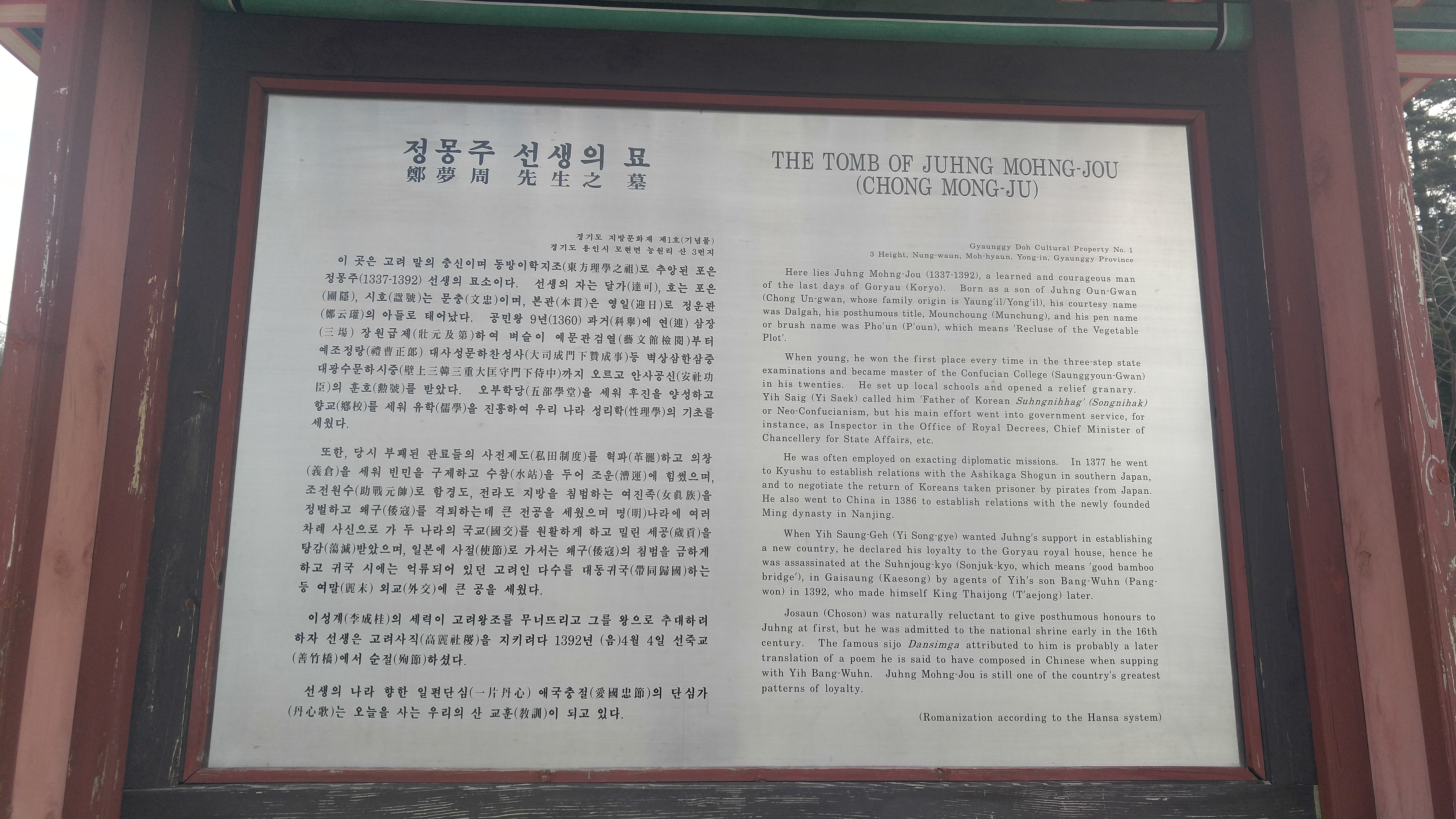
정몽주 선생의 묘 안내문
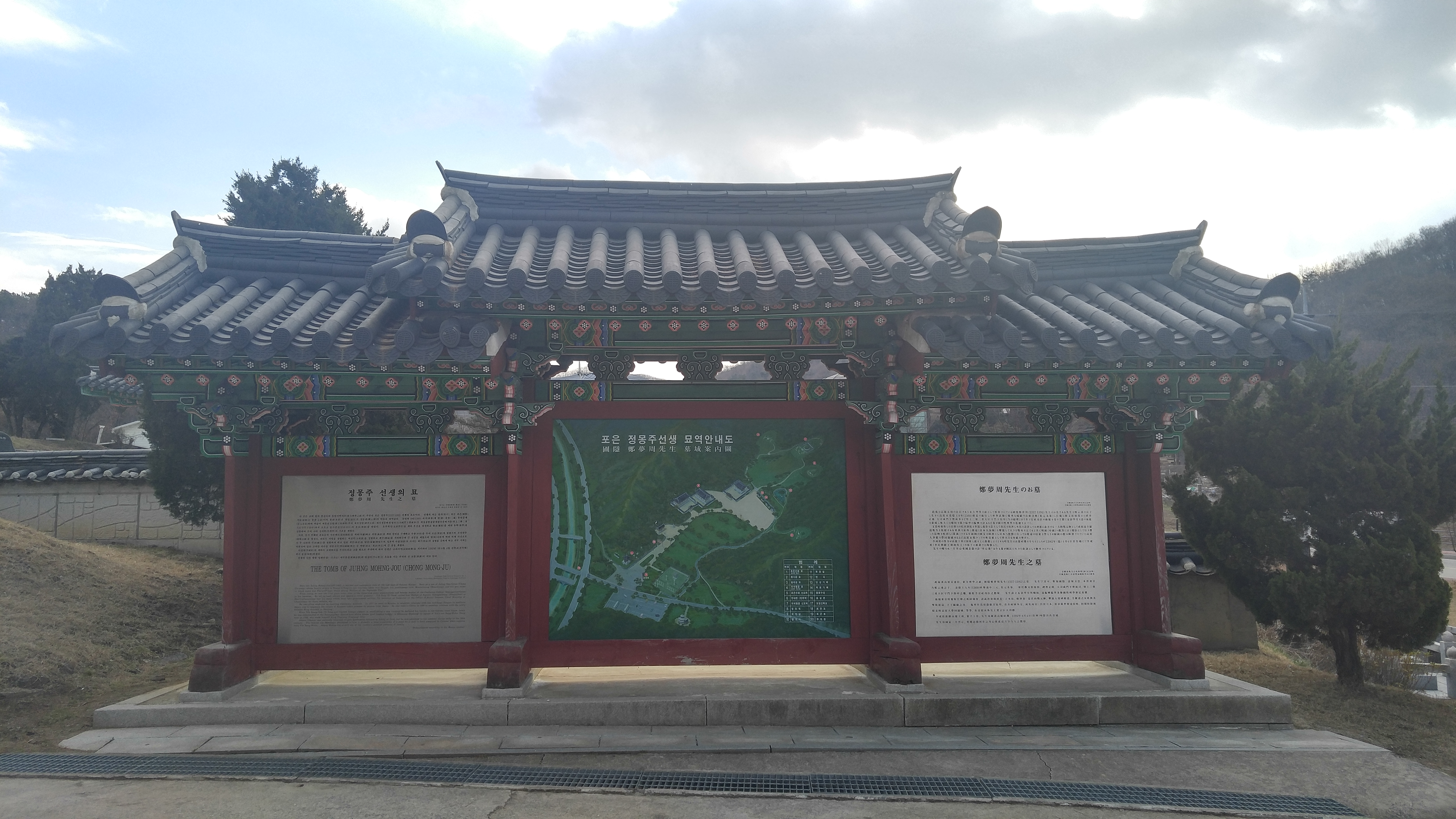
포은 정몽주 선생묘 - 안내도 (1)
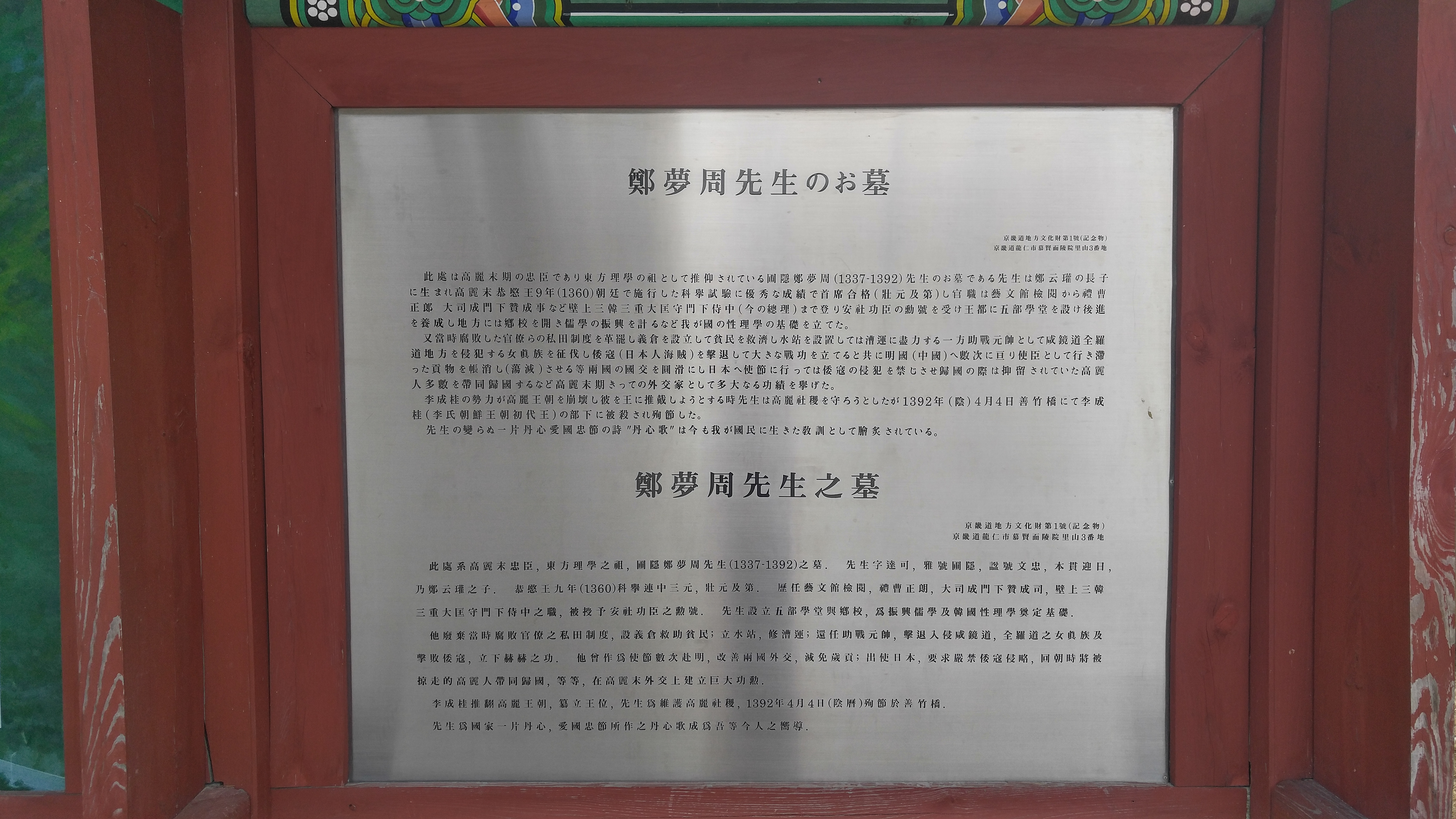
포은 정몽주 선생묘 - 안내도 (2)
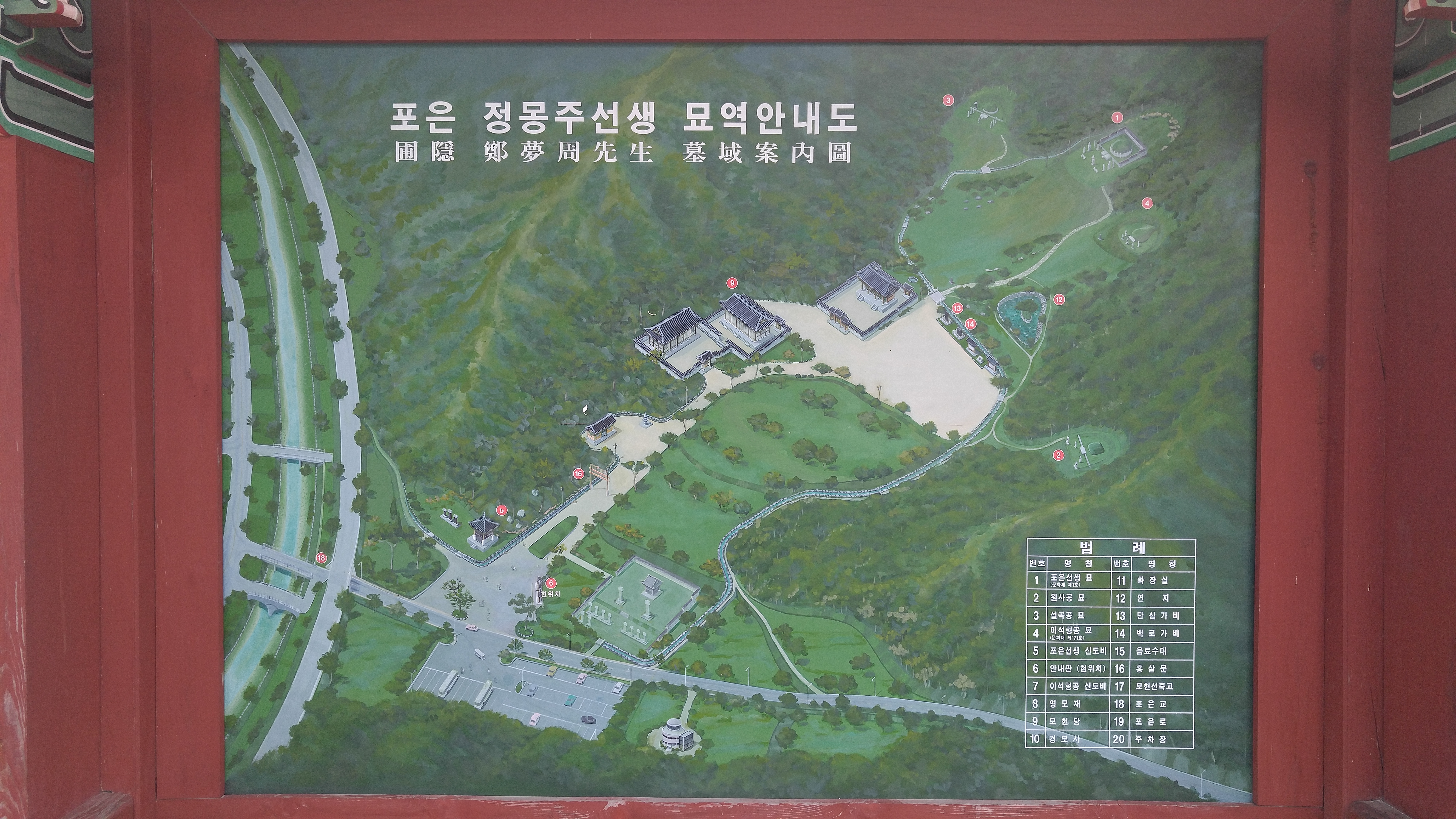
포은 정몽주 선생묘 - 안내도 (3)
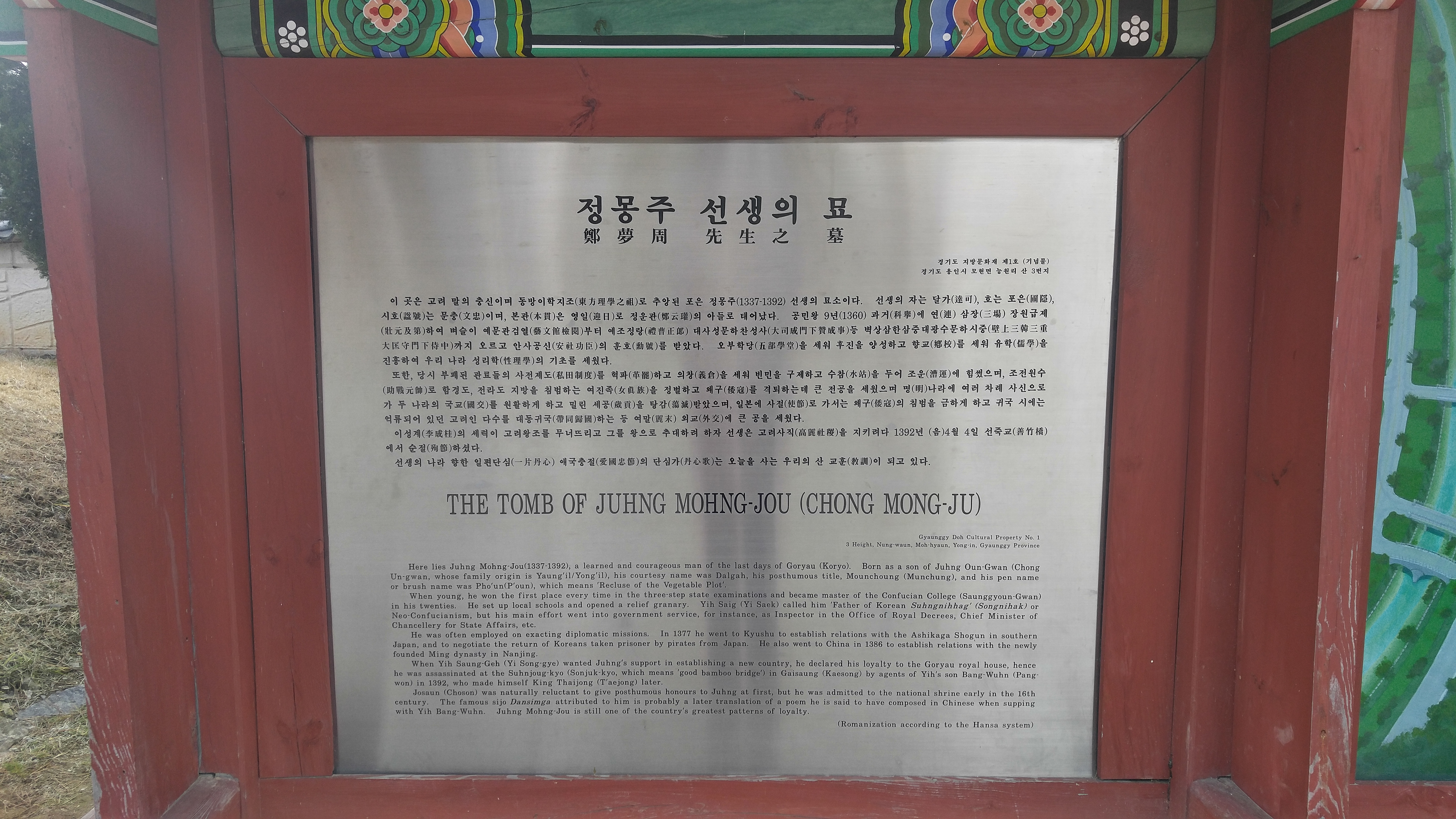
포은 정몽주 선생묘 - 안내도 (4)
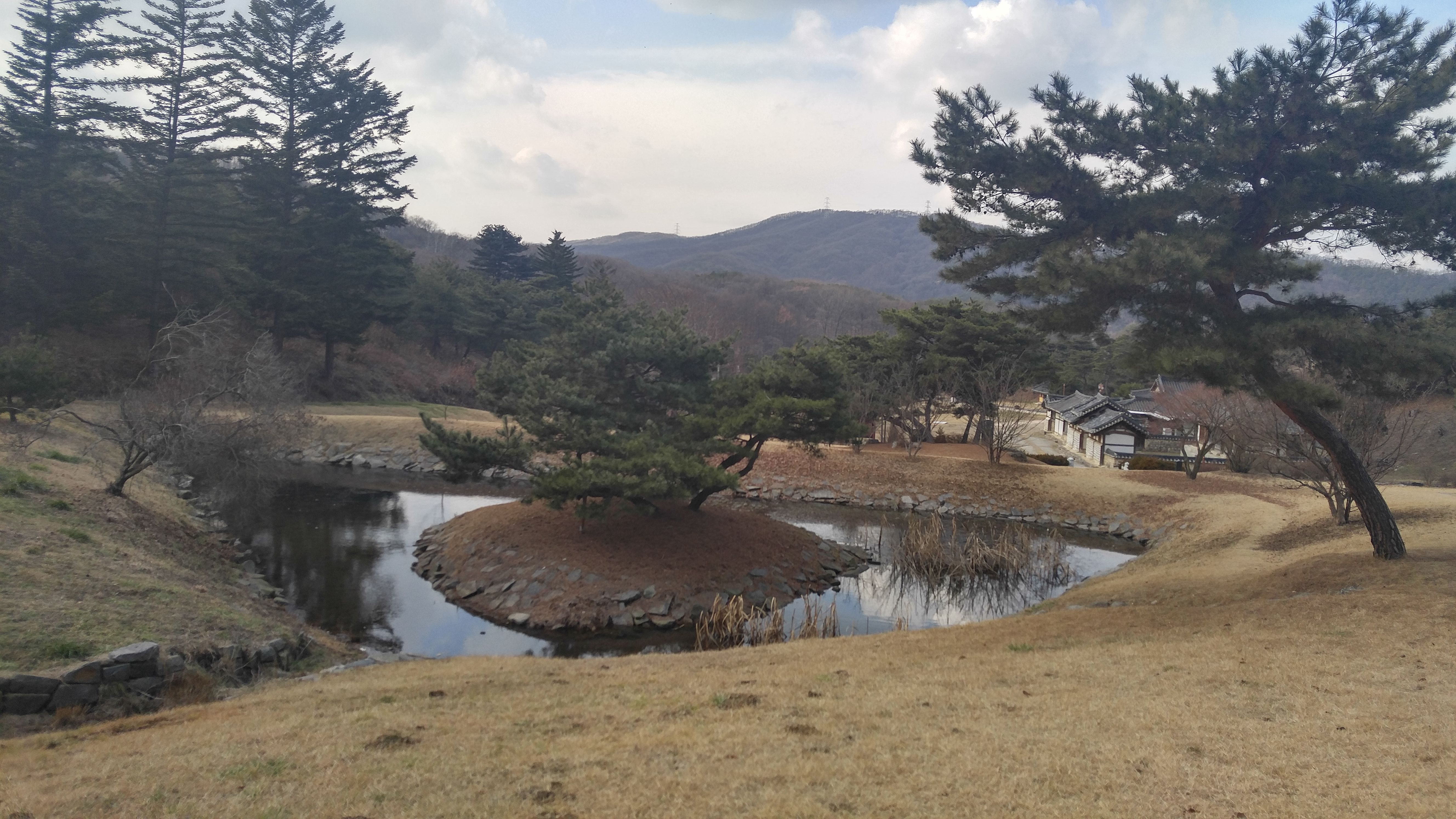
포은 정몽주 선생묘 연지
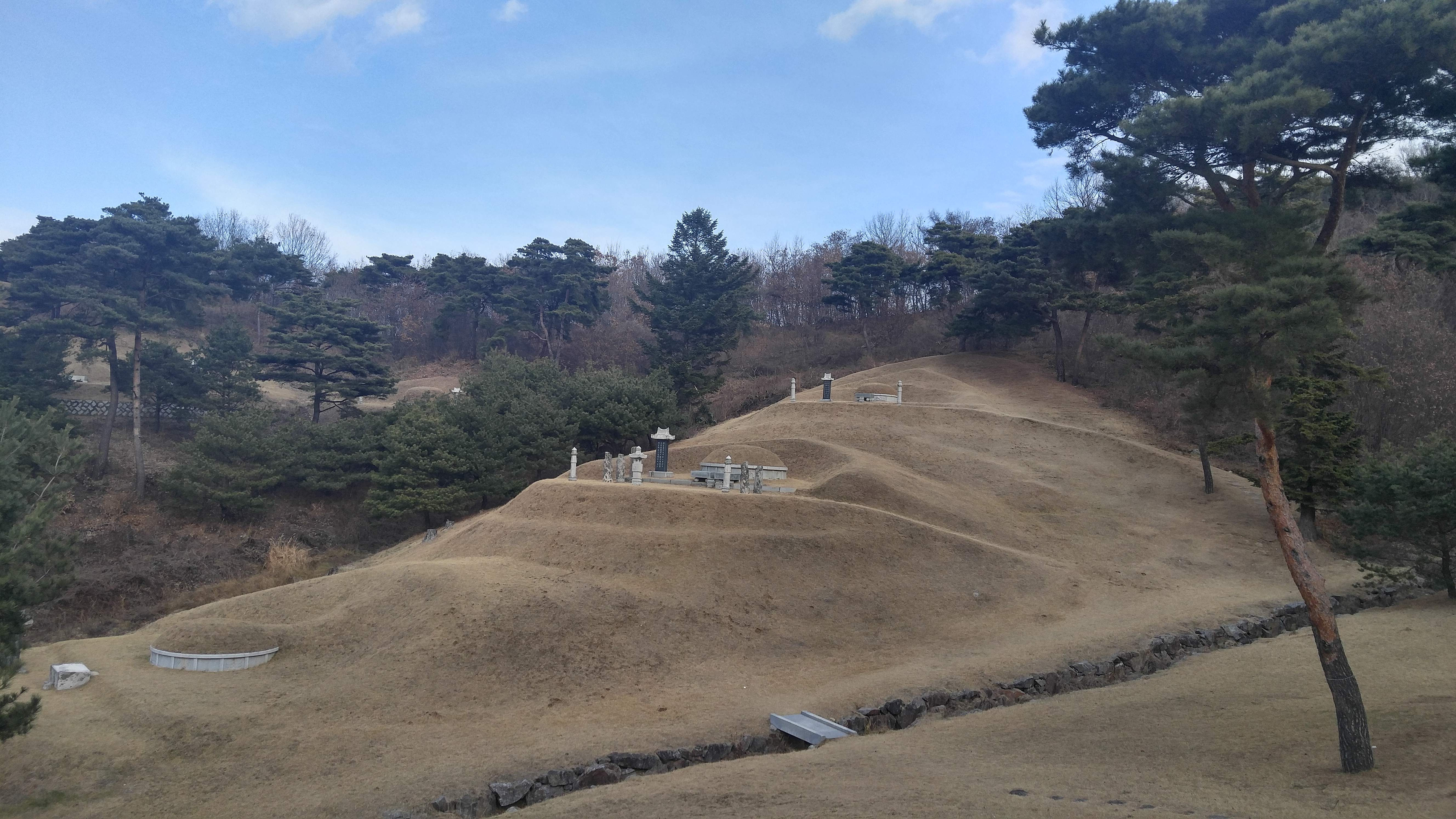
설곡공 묘
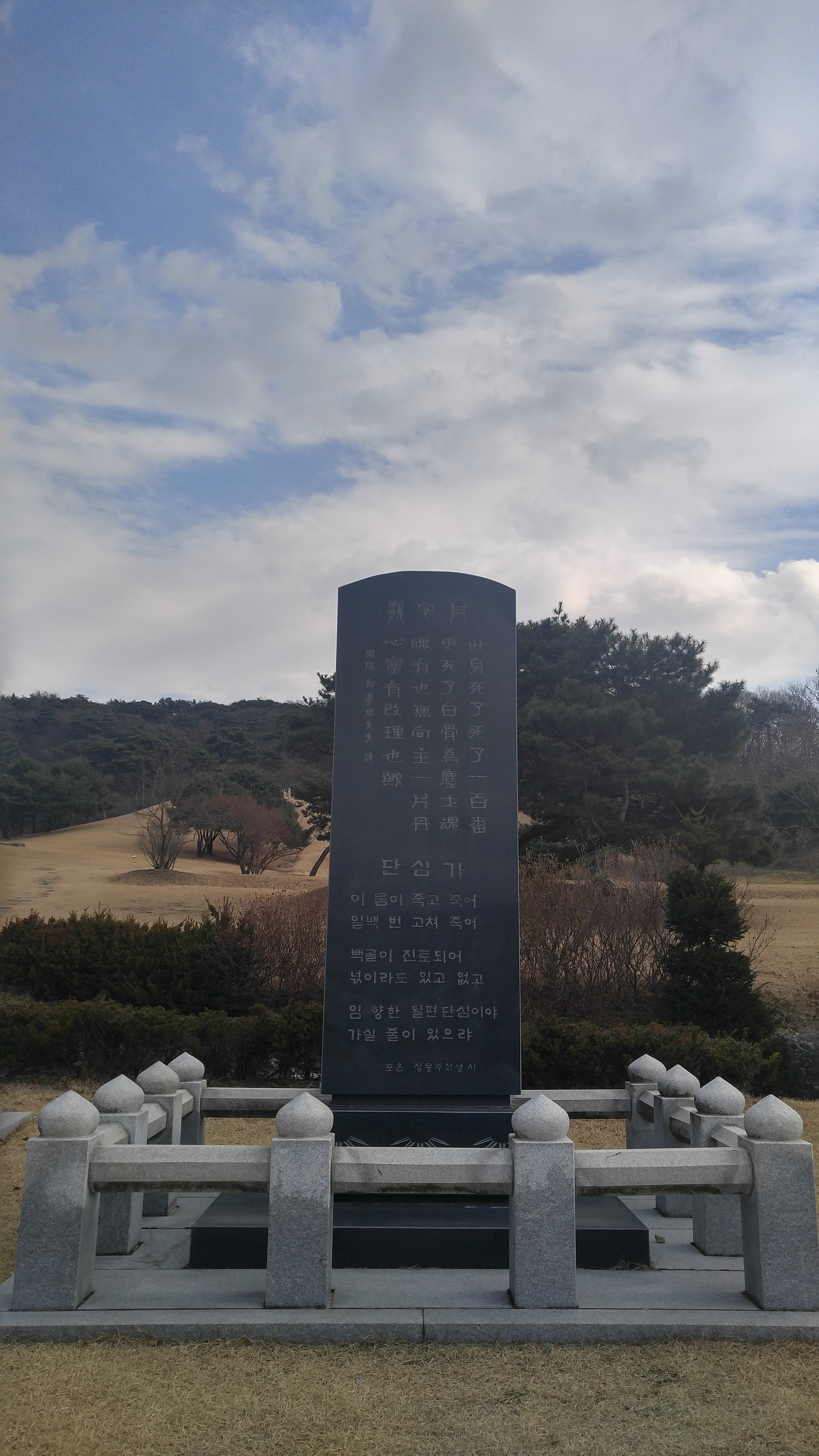
단심가 비
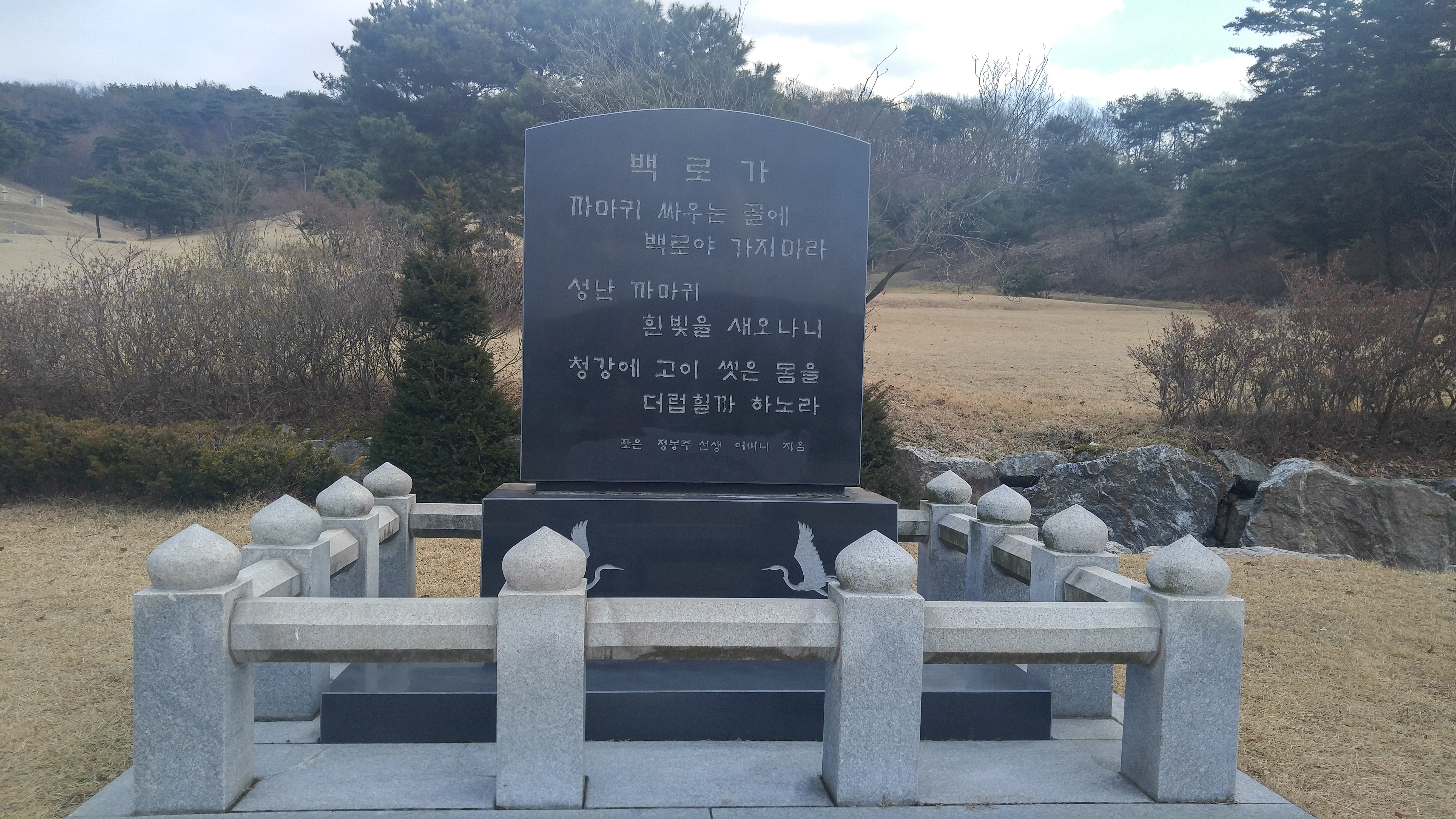
백로가 비

### 파노라마

## 같이 보기
- 정몽주

## 참고 자료
- 정몽주선생묘 - 국가유산청 국가유산포털